# Вице-фейерверкер
фейерверкер
Вице-фейерверкер (от англ. vice — взамен, вместо; от нем. Feuer и Werker — работник огня) или младший фейерверкер — унтер-офицерский чин, законодательно закреплённый Уставом воинским 30 марта (10 апреля) 1716 года.
Лицо этого чина в артиллерии командовало расчётом одного орудия, подчинялось фейерверкеру, имело в своём ведении бомбардиров, канониров и гандлангеров. Чин титуловался «Господин вице-фейерверкер». По царскому указу 8 ноября 1796 был переименован в младшего фейервейкера.